# Popjustice £20 Music Prize
Popjustice £20 Music Prize to nagroda, przyznawana corocznie przez zespół sędziów, organizowana przez muzyczną stronę internetową Popjustice. Otrzymują ją brytyjscy artyści, którzy wykonali najlepsze popowe piosenki w określonym roku.
Dotychczas żadnemu mężczyźnie nie udało się wygrać, natomiast żeński zespół Girls Aloud, nominowany pięciokrotnie, ma na swoim koncie aż trzy nagrody.

## Zwycięzcy
| Rok  | Piosenka         | Artysta        |
| 2003 | "No Good Advice" | Girls Aloud    |
| 2004 | "Some Girls"     | Rachel Stevens |
| 2005 | "Wake Me Up"     | Girls Aloud    |
| 2006 | "Biology"        | Girls Aloud    |
| 2007 | "Rehab"          | Amy Winehouse  |
| 2010 | "Kickstars"      | Example        |

## Nominacje i wyniki

### 2007
| Piosenka                                            | Artysta                 | Album                    | Miejsce   |
| "Acceptable in the 80s"                             | Calvin Harris           | I Created Disco          |           |
| "Beware of the Dog"                                 | Jamelia                 | Walk with Me             | 2         |
| "Catch You"                                         | Sophie Ellis-Bextor     | Trip the Light Fantastic |           |
| "Don't Give It Up"                                  | Siobhán Donaghy         | Ghosts                   |           |
| "Foundations"                                       | Kate Nash               | Kate Nash                |           |
| "Overpowered"                                       | Róisín Murphy           | Overpowered              |           |
| "She’s Madonna"                                     | Robbie Williams         | Rudebox                  |           |
| "Shine"                                             | Booty Luv               | Boogie 2Nite             |           |
| "Something Kinda Ooooh"                             | Girls Aloud             | The Sound of Girls Aloud | 4         |
| "Stop Me If You Think You've Heard This One Before" | Mark Ronson             | Version                  |           |
| "Rehab"                                             | Amy Winehouse           | Back to Black            | Zwycięzca |
| "Yeah Yeah"                                         | Bodyrox feat. Lu.Ci-Ana |                          | 3         |
|                                                     |                         |                          |           |

Nagroda została przyznana 4 września 2007 roku.

### 2006
| Piosenka                               | Artysta        | Album                       | Miejsce   |
| "Biology"                              | Girls Aloud    | Chemistry                   | Zwycięzca |
| "DARE"                                 | Gorillaz       | Demon Days                  | 4         |
| "Destroy Everything You Touch"         | Ladytron       | Witching Hour               | 12        |
| "I Said Never Again (But Here We Are)" | Rachel Stevens | Come And Get It             | 5         |
| "Number 1"                             | Goldfrapp      | Supernature                 | 10        |
| "Over and Over"                        | Hot Chip       | The Warning                 | 11        |
| "Push the Button"                      | Sugababes      | Taller In More Ways         | 3         |
| "Smile"                                | Lily Allen     | Alright, Still              | 6         |
| "Supermassive Black Hole"              | Muse           | Black Holes and Revelations | 2         |
| "Up All Night"                         | Matt Willis    | Matt Willis                 | 7         |
| "Valentine"                            | Delays         | You See Colours             | 9         |
| "Who Am I"                             | Will Young     | Keep On                     | 8         |

Nagroda została przyznana 5 września 2006 roku. Nominacje były przyznawane od 11 maja do 17 lipca 2006 roku, a ostateczna lista nominowanych została ogłoszona 18 lipca 2006 roku.

### 2005
| Piosenka                             | Artysta          | Album                         | Miejsce   |
| "Crazy Chick"                        | Charlotte Church | Tissues and Issues            | 8         |
| "Don't Play Nice"                    | Verbalicious     |                               | 9         |
| "Dumb"                               | The 411          | Between The Sheets            | 4         |
| "Every Day I Love You Less and Less" | Kaiser Chiefs    | Employment                    | 7         |
| "In My Arms"                         | Mylo             | Destroy Rock & Roll           | 5         |
| "Lola's Theme"                       | Shapeshifters    |                               | 10        |
| "Negotiate With Love"                | Rachel Stevens   | Come And Get It               | 2         |
| "Oh My Gosh"                         | Basement Jaxx    | Basement Jaxx: The Singles    | 3         |
| "Ooh La La"                          | Goldfrapp        | Supernature                   | 6         |
| "Out Of Touch"                       | Uniting Nations  |                               | 12        |
| "Radio"                              | Robbie Williams  | Greatest Hits                 | 11        |
| "Wake Me Up"                         | Girls Aloud      | What Will the Neighbours Say? | Zwycięzca |

Nagroda została przyznana 6 września 2005 roku.

### 2004
| Piosenka                      | Artysta        | Album                         |
| "Crashed the Wedding"         | Busted         | A Present for Everyone        |
| "Five Colours In Her Hair"    | McFly          | Room On The 3rd Floor         |
| "Hole in the Head"            | Sugababes      | Three                         |
| "Leave Right Now"             | Will Young     | Friday's Child                |
| "Maybe"                       | Emma Bunton    | Free Me                       |
| "Never Felt Like This Before" | Shaznay Lewis  | Open                          |
| "The Show"                    | Girls Aloud    | What Will The Neighbours Say? |
| "Some Girls"                  | Rachel Stevens | Funky Dory                    |
| "Somewhere Only We Know"      | Keane          | Hopes and Fears               |
| "Superstar"                   | Jamelia        | Thank You                     |
| "Surrender"                   | Javine         | Surrender                     |
| "Sweet Dreams My LA Ex"       | Rachel Stevens | Funky Dory                    |

### 2003
| Piosenka                        | Artysta            | Album                                |  |
| "If You're Not The One"         | Daniel Bedingfield | Gotta Get Thru This                  |  |
| "Misfit"                        | Amy Studt          | False Smiles                         |  |
| "No Good Advice"                | Girls Aloud        | Sound Of The Underground             |  |
| "Say Goodbye"                   | S Club 7           | Best – The Greatest Hits Of S Club 7 |  |
| "Scandalous"                    | Mis-Teeq           | Eye Candy                            |  |
| "Seventeen"                     | Ladytron           | Light & Magic                        |  |
| "Stop Sign"                     | Abs Breen          | Abstract Theory                      |  |
| "Sundown"                       | S Club Juniors     | Sundown                              |  |
| "What I Go to School For"       | Busted             | Busted                               |  |
| "Lately" Nominowany przez ludzi | Lisa Scott-Lee     | Never Or Now                         |  |

## Najczęściej nominowani artyści
5 nominacji
- Girls Aloud

3 nominacje
- Rachel Stevens

2 nominacje
- Busted
- Goldfrapp
- Jamelia
- Ladytron
- Robbie Williams
- Sugababes
- Will Young

1 nominacja
- Abs
- Amy Studt
- Amy Winehouse
- Basement Jaxx
- Bodyrox
- Booty Luv
- Calvin Harris
- Charlotte Church
- Daniel Bedingfield
- Delays
- Emma Bunton
- Gorillaz
- Hot Chip
- Javine
- Kaiser Chiefs
- Kate Nash
- Keane
- Lily Allen
- Lu.Ci-Ana
- McFly
- Mark Ronson
- Matt Willis
- Mis-Teeq
- Muse
- Mylo
- Róisín Murphy
- S Club
- S Club 8
- Shapeshifters
- Shaznay Lewis
- Siobhán Donaghy
- Sophie Ellis-Bextor
- The 411
- Uniting Nations
- Verbalicious